# Dofí de Commerson
El dofí de Commerson (Cephalorhynchus commersonii) és una espècie de cetaci de la família dels delfínids. Es troba en dues àrees diferents: 
- Al voltant de la Terra del Foc i les illes Malvines.
- Al voltant de les illes Kerguelen.